# Mandevilla amazonica
Mandevilla amazonica är en oleanderväxtart som beskrevs av J.F.Morales. Mandevilla amazonica ingår i släktet Mandevilla och familjen oleanderväxter. Inga underarter finns listade i Catalogue of Life.